# Barrier Slope
Koordinaten: 77° 48′ S, 166° 47′ O
Barrier Slope ist ein Hang nördlich des Castle Rock auf der Hut-Point-Halbinsel der antarktischen Ross-Insel. Er fällt in Richtung des Ross-Schelfeises (vormals englisch Ross Barrier) ab. 
Neuseeländische Wissenschaftler benannten ihn nach seiner geographischen Lage.